# 도쿄 국제 영화제
도쿄 국제 영화제(일본어: 東京国際映画祭, 영어: Tokyo International Film Festival, 약칭 TIFF)는 매년 10월에 도쿄에서 개최되는 영화제이다. 국제 영화 제작자 연맹(FIAPF) 공인 국제 영화제이지만, 종합 영화제가 아니라 장편 작품만을 대상으로 하고 있다.

## 개요
재단법인 일본 영상 국제 진흥협회(유니재팬)이 주최하는 FIAPF 공인 경쟁 장편 영화제(Competitive Feature Film Festival)이다.
1985년에 처음 시작할 때는 격년 개최하는 것으로 시부야의 영화관을 중심으로 열렸지만, 1991년부터는 매년 개최하게 되었다. 1994년은 헤이안쿄 천도 1200주년 기념으로 '제7회 도쿄 국제 영화제・교토대회'라는 명칭으로 교토시에서 개최되었다.
6명의 국제 심사위원이 최우수작품상인 “도쿄 사쿠라 그랑프리”를 선출하는 '컴페티션'이나 엔터테인먼트성이 높은 작품을 모은 '특별 초대 작품', 아시아의 수작에 초점을 둔 '아시아의 바람', 일본 영화를 클로즈업 하는 '일본 영화・어느 시점' 등의 메인 기획을 시작으로 30개 이상의 기획이 개최된다.
2008년에는 일본 코카콜라와 테이진(帝人, Teijin Limited)가 페트병 재활용 소재를 활용한 오프닝 이벤트용 그린 카펫을 제공하여, 이것을 레드 카펫 대신에 사용하였다. 2009년에는 전년에 이어 테이진이 그린 카펫을 제공하고, 일본 코카콜라는 친환경 트리와 커피 콩 찌꺼기를 이용한 에코 벤치를 제공하여 환경을 생각하는 영화제를 목표로 하고 있다..

## 부문

### 현존하는 부문·기획
- 컴퍼티션
  - 처음에는 ‘인터내셔널 컴퍼티션’과 ‘영 시네마 컴퍼티션’으로 나뉘어 있었다.
- 특별 초대 작품
- 아시아의 미래 (2013년~)
- 국제 교류 기금 아시아 센터 presents CROSSCUT ASIA (2014년~)
- 일본 영화 스플래시 (2013년~)
- 월드 포커스 (2013년~)
- 특별 상영 (2011년~)

### 과거에 있었던 부문·기획

#### 일본 영화 부문
- 닛폰 시네마 나우 (1989년~1993년, 1999년~2001년)
- NIPPON CINEMA WEEK (1994년)
- 닛폰 시네마 클래식 (1995년~1998년, 2000년~2008년)
- 닛폰 시네마 마스터즈 (1999년)
- 일본 영화 어느 시점 (2004년~2012년)

#### 아시아 영화 부문
- 아시아 수작 영화 주간 (1985년~1996년)
- 시네마 프리즘 (1997년~2001년)
- 아시아의 바람 (2002년~2012년)

#### 그 외
- 시네마 바이브레이션 / 영화와 음악의 공진 관계 (2006년~2008년)
- animecs TIFF (2006년~2008년)
- WORLD CINEMA (2007년~2012년)
  - 2007년에만 ‘월드 시네마’ 부문.
- 영화인의 시점 (2008년~2011년)
- natural TIFF (2008년~2012년)

## 회장
롯폰기 힐즈 내의 TOHO 시네마즈를 메인 회장으로 하고, 도내 각지의 극장이나 홀 등과 협력하여 상영한다.
2003년까지는 시부야에서만 개최되어 분카무라(오차드 홀, 시어터 코쿤, 르 시네마)와 시부야의 다른 영화관 등을 회장으로 사용했으나, 2004년부터 2008년까지는 시부야의 분카무라와 롯폰기 힐즈가 회장으로 사용되었다. 2009년부터는 롯폰기에서만 개최되어 시네마트 롯폰기도 회장으로 사용되었다.

## 개최 일정 및 그랑프리 수상작품
| 회수   | 개최일정                    | 그랑프리 수상작품 (한국에 소개된 작품 이름 기준) | 감독                             | 국가 (개봉 당시)                             |
| ------ | --------------------------- | ------------------------------------------------ | -------------------------------- | -------------------------------------------- |
| 제1회  | 1985년 5월 31일 ~ 6월 9일   | 《태풍 클럽》                                    | 소마이 신지                      | 일본                                         |
| 제2회  | 1987년 9월 25일 ~ 10월 4일  | 《낡은 우물》                                    | 우티안밍                         | 중국                                         |
| 제3회  | 1989년 9월 29일 ~ 10월 8일  | 《그해 여름의 흰 장미》                          | 라즈코 그릭                      | 유고슬라비아                                 |
| 제4회  | 1991년 9월 27일 ~ 10월 6일  | 《희망의 도시》                                  | 존 세일즈                        | 미국                                         |
| 제5회  | 1992년 9월 25일 ~ 10월 4일  | 《하얀 전쟁》                                    | 정지영                           | 대한민국                                     |
| 제6회  | 1993년 9월 24일 ~ 10월 3일  | 《푸른색 연》                                    | 티안 주앙주앙                    | 중국                                         |
| 제7회  | 1994년 9월 24일 ~ 10월 2일  | 《천국역자》                                     | 엄호                             | 홍콩                                         |
| 제8회  | 1995년 9월 22일 ~ 10월 1일  | 해당 작품 없음                                   | 해당 없음                        | 해당 없음                                    |
| 제9회  | 1996년 9월 27일 ~ 10월 6일  | 《콜리야》                                       | 얀 스베락                        | 체코                                         |
| 제10회 | 1997년 11월 1일 ~ 10일      | 《비욘드 사일런스》 《퍼펙트 서클》              | 카롤리네 링크 아드미르 케노빅    | 독일 보스니아 헤르체고비나                   |
| 제11회 | 1998년 10월 31일 ~ 11월 8일 | 《오픈 유어 아이즈》                             | 알레한드로 아메나바르            | 스페인                                       |
| 제12회 | 1999년 10월 30일 ~ 11월 7일 | 《다크니스 & 라이트》                            | 창 초치                          | 대만                                         |
| 제13회 | 2000년 10월 28일 ~ 11월 5일 | 《아모레스 페로스》                              | 알레한드로 곤잘레스 이냐리투     | 멕시코                                       |
| 제14회 | 2001년 10월 27일 ~ 11월 4일 | 《슬로건》                                       | 게르그기 쿠바니                  | 알바니아                                     |
| 제15회 | 2002년 10월 26일 ~ 11월 4일 | 《부러진 날개》                                  | 닐 벨그먼                        | 이스라엘                                     |
| 제16회 | 2003년 11월 1일 ~ 9일       | 《누안(Nuan)》                                   | 훠지엔치                         | 중국                                         |
| 제17회 | 2004년 10월 23일 ~ 31일     | 《위스키》                                       | 후안 파블로 레벨라, 파블로 스톨  | 우루과이                                     |
| 제18회 | 2005년 10월 22일 ~ 31일     | 《눈에게 바라는 것》                             | 네기시 기치타로                  | 일본                                         |
| 제19회 | 2006년 10월 21일 ~ 29일     | 《OSS 117 : 카이로 - 스파이의 둥지》             | 미셀 하자나비시우스              | 프랑스                                       |
| 제20회 | 2007년 10월 20일 ~ 28일     | 《밴드 비지트 - 어느 악단의 조용한 방문》        | 에란 콜리린                      | 이스라엘                                     |
| 제21회 | 2008년 10월 18일 ~ 26일     | 《툴판》                                         | 세르게이 드보르세보이            | 독일・ 스위스・ 카자흐스탄・ 러시아・ 폴란드 |
| 제22회 | 2009년 10월 17일 ~ 25일     | 《이스턴 플레이스》                              | 카멘 칼레프                      | 불가리아                                     |
| 제23회 | 2010년 10월 23일 ~ 31일     | 《인터메이트 그래머》                            | 니어 버그먼                      | 이스라엘                                     |
| 제24회 | 2011년 10월 22일 ~ 30일     | 《언터처블: 1%의 우정》                          | 올리비에르 나카체, 에릭 토레다노 | 프랑스                                       |
| 제25회 | 2012년 10월 20일 ~ 28일     | 《디 아더 선》                                   | 로렌느 레비                      | 프랑스                                       |
| 제26회 | 2013년 10월 17일 ~ 25일     | 《위 아 더 베스트》                              | 루카스 무디슨                    | 스웨덴                                       |
| 제27회 | 2014년 10월 23일 ~ 31일     | 《헤븐 노우즈 왓》                               | 조슈아 사프디, 벤 사프디         | 미국                                         |
| 제28회 | 2015년 10월 22일 ~ 31일     | 《니스 - 더 하트 오브 매드니스》                 | 로베르토 베를리너                | 브라질                                       |
| 제29회 | 2016년 10월 25일 ~ 11월 3일 | 《더 블룸 오브 예스터데이》                      | 크리스 크라우스                  | 독일 오스트리아                              |
| 제30회 | 2017년 10월 25일 ~ 11월 3일 | 《그레인》                                       | 세미 카플라노글루                | 튀르키예                                     |
| 제31회 | 2018년 10월 25일 ~ 11월 3일 | 《쁘띠 아만다》                                  | 미카엘 허스                      | 프랑스                                       |
| 제32회 | 2019년 10월 28일 ~ 11월 5일 | 《엉클》                                         | 렌 프렐 패터슨                   | 덴마크                                       |

## 한국 작품.감독.배우 수상
- 제5회 《하얀 전쟁》(감독 정지영) 그랑프리, 감독상
- 제11회 《아름다운 시절》(감독 이광모) 금상
- 제12회 《송어》(감독 박종원) 심사위원 특별상
- 제13회 《오! 수정》(감독 홍상수) 심사위원특별상
- 제14회 《봄날은 간다》(감독 허진호) 최우수 예술공헌상
- 제16회 《살인의 추억》(감독 봉준호) 아시아영화상
- 제25회 《범죄소년》(감독 강이관) 심사위원 특별상, 최우수 남우상(서영주)

## 중화인민공화국과 중화민국의 갈등
2010년에 개최된 제23회 영화제에서 중화인민공화국과 중화민국의 초대자 사이에서 '타이완(台湾)'의 표기에 대해 논쟁이 일어났다. 중화인민공화국은 자국의 입장에 따른 '하나의 중국' 정책에 따라 '중국 대만(中国台湾)' 또는 '중화 타이베이(中華台北)'를 사용하도록 요구했지만 중화민국 측에서는 이를 거부하였다. 영화제 사무국의 중재로도 문제가 해결되지 않고, 그린 카펫에 오르기 직전이 되어서 양국 대표단이 출석을 거부하여 비비언 수 등은 모습을 보이지 않은 채 이벤트가 끝났다.

## 같이 보기
- 하나의 중국